# Дедовский (Брянская область)
Дедовский — поселок в Новозыбковском городском округе Брянской области.

## География
Находится в западной части Брянской области на расстоянии приблизительно 2 км на север по прямой от районного центра города Новозыбков.

## История
В районе поселка на карте 1869 года отмечался господский дом "Внуковичи". Однако на карте 1941 года населенный пункт еще не был отмечен. В середине XX века работал колхоз им.Литвинова. До 2019 года входил в состав Халеевичского сельского поселения Новозыбковского района до их упразднения.

## Население
Численность населения: 34 человека в 2002 году (русские 100 %), 15 в 2010.